# Olena Šchumova
Olena Šchumova (in ucraino Олена Замирівна Шхумова?; Leopoli, 24 novembre 1993) è una slittinista ucraina.

## Biografia
Si è laureata al Lviv State University of Physical Culture.
Ha debuttato in Coppa del Mondo nel 2011-2012. 
Ha partecipato a diversi mondiali ed il suo miglior risultato personale individuale è stato il 22º posto a Innsbruck 2021.
Ha rappresentato l'Ucraina ai Giochi olimpici invernali di Soči 2014, piazzandosi 31ª nel singolo e 11ª nella gara a squadre, con Andrij Kis, Oleksandr Obolončyk e Roman Zacharkiv.
All'Olimpiade di Pyeongchang 2018 si è classificata 21ª nel singolo e 13ª nella gara a squadre, insieme a Anton Dukač, Oleksandr Obolončyk e Roman Zacharkiv.